# 손익분기점

손익분기점

손익분기점(損益分岐點, break-even point, BEP)은 경제학, 사업, 특히 원가회계 분야에서 일정 기간의 매출액이 당해 기간의 '총비용'과 일치하는 시점의 매출액이다. 기회비용이 지불되고 리스크 조정된 기대수익이 발생했지만 절대적 손실이나 순이익이 없는 것을 의미한다. 간단히 말해, 지불되어야 하는 모든 비용이 지불된 상태이고 특별한 이익이나 손실이 없는 경우를 말한다.

## 개요
사점(死点)이라고도 한다. 조업도(操業度) 내지 판매고의 증감에 적응하여 이익에서 손실로, 또 손실에서 이익으로 바뀌는 점이 있다. 이 전환점이 손익분기점이라 불린다. 그런데 독일의 슈타켈베르크식(式)의 비용 이론으로서는 손익분기점은 상하 두 곳에 생기는데 예컨대 미국식의 것(네펠의 방식 등)에서는 아래쪽만이 문제된다. 이러한 문제가 생기는 데는 비용에 따라서 변동비와 고정비가 있기 때문이며 이 때문에 경영자는 채산점을 생각하여 조업을 하지 않으면 안 된다. 기업의 자본장비(資本裝備)가 커짐에 따라서 손익분기점은 위로 이행(移行)한다.

## 구성
선형 원가 · 조업도 · 이익 분석(CVP 분석) 모델에 따르면(한계비용과 한계수입이 불변함) 손익분기점(판매수량 (X))은 총 소득(TR)과 총 비용(TC)으로 다음과 같이 계산할 수 있다:
{\displaystyle {\begin{aligned}{\text{TR}}&={\text{TC}}\\P\times X&={\text{TFC}}+V\times X\\P\times X-V\times X&={\text{TFC}}\\\left(P-V\right)\times X&={\text{TFC}}\\X&={\frac {\text{TFC}}{P-V}}\end{aligned}}}
여기서:
- TFC: 총 고정 비용
- P: 단위판매가
- V: 단위변동비

## 같이 보기
- 가격 결정

## 추가 문헌
- Dayananda, D.; Irons, R.; Harrison, S.; Herbohn, J.; and P. Rowland, 2002, Capital Budgeting: Financial Appraisal of Investment Projects. Cambridge University Press. pp. 150.
- Dean, Joel. "Cost structures of enterprises and break-even charts." The American Economic Review (1948): 153-164.
- Patrick, A. W. "Some Observations on the Break-Even Chart." Accounting Review (1958): 573-580.
- Tucker, Spencer A. The break-even system: A tool for profit planning. Prentice-Hall, 1963.
- Tucker, Spencer A. Profit planning decisions with the break-even system. Thomond Press: distribution to the book trade in the US by Van Nostrand Reinhold, 1980.